# Ceroctis regressiva
Ceroctis regressiva es una especie de coleóptero de la familia Meloidae.

## Distribución geográfica
Habita en la República Democrática del Congo.